# Chrysotus collini
Chrysotus collini är en tvåvingeart som beskrevs av Octave Parent 1923. Chrysotus collini ingår i släktet Chrysotus och familjen styltflugor. Inga underarter finns listade i Catalogue of Life.